# Боровлянка (Троицкий район)
Боровля́нка — село (с 1935 по 1991 год — посёлок городского типа) в Троицком районе Алтайского края. Административный центр Боровлянского сельсовета.

## История
Основано в 1846 году.
В 1928 году состояло из 360 хозяйств, основное население — русские. В административном отношении являлось центром Боровлянского сельсовета Больше-Реченского района Бийского округа Сибирского края.

## Население
| 1926  | 1939  | 1959  | 1970  | 1979  | 1989  |
| ----- | ----- | ----- | ----- | ----- | ----- |
| 1889  | ↗8219 | ↘6842 | ↘4214 | ↘3291 | ↘2790 |
| 1997  | 1998  | 1999  | 2000  | 2001  | 2002  |
| ↘2410 | ↘2393 | ↘2379 | ↘2377 | ↗2408 | ↘2037 |
| 2003  | 2004  | 2005  | 2006  | 2007  | 2008  |
| ↘2035 | ↘2014 | ↘1994 | ↘1985 | ↘1955 | ↘1928 |
| 2009  | 2010  | 2011  | 2012  | 2013  |       |
| ↗1958 | ↘1631 | ↘1624 | ↘1594 | ↘1532 |       |

Национальный состав
Согласно результатам переписи 2002 года, в национальной структуре населения русские составляли 96 %.

## Достопримечательности
В октябре 2012 года в селе был открыт памятник детям блокадного Ленинграда.